# Anatomia porównawcza zwierząt
Anatomia porównawcza zwierząt – dział anatomii zwierząt analizujący budowę organizmu w oparciu o porównanie struktury oraz charakteru funkcjonalnego poszczególnych narządów i układów, w celu zrozumienia istotny zmian adaptacyjnych, jakie jakim podlegały one wskutek ewolucji. Badania w zakresie anatomii porównawczej dotyczą przede wszystkim porównań narządów analogicznych oraz narządów homologicznych.

## Historia
Początki anatomii porównawczej sięgają roku 1555, kiedy to Pierre Belon wykazał, iż układ kostny ludzi oraz ptaków zbudowany jest z podobnych elementów ułożonych w podobny sposób. W XVIII w. Georges-Louis Leclerc de Buffon oraz Louis Jean-Marie Daubenton przyczynili się znacznie do jej rozwoju, porównując ze sobą anatomię różnych gatunków zwierząt. Na początku XIX w. Georges Cuvier zaproponował podział świata zwierząt na cztery grupy, w oparciu o ich anatomię: kręgowce, mięczaki, stawonogi oraz promieniowce. Anatomię porównawczą zrewolucjonizował w połowie XIX w. Karol Darwin, jednocześnie wykorzystując ją do stworzenia swojej teorii, w której głównym czynnikiem rządzącym ewolucją jest dobór naturalny. Znaczny wkład w rozwój tej dziedziny miał także Richard Owen, pomimo iż był on przeciwnikiem darwinowskiej teorii ewolucji.